# Renewal (албум)
Renewal е шестият студиен албум на немската траш метъл група Kreator. Той е първият от „експерименталните“ албуми на групата, в които траш звученето на класическите им творби е примесено с влияния от дет и индъстриъл метъла.

## Състав
- Mille Petrozza – китара и вокали
- Jürgen Reil – барабани
- Rob Fioretti – бас
- Frank Gosdzik – китара